# Диодот Трифон
Диодот Трифон (грчки: Διόδοτος; умро 138. п. н. е.) је био краљ хеленистичког Селеукидског краљевства, од 142. до 138. године п. н. е.

## Биографија
Рођен је у Касијани, у Апамеји. Каријеру је започео у служби селеукидског краља Александра Баласа. После Александрове смрти, био је вођа побуне против његовог наследника Деметрија II Никатора 144. године п. н. е. Веома брзо Диодот је стекао контролу над великим деловима Сирије и Леванта. Диодор је као противкраља Деметрију истакао Александровог усвојеног сина Антиоха VI Диониса. Потом је 142/1. године п. н. е. прогласио себе краљем. Антиох је умро неколико година касније у кућном притвору. Верује се да је отрован управо по Диодотовом наређењу. Диодот је по доласку на престо понео владарско име Трифон Автократор (грчки: Τρύφων Αὐτοκράτωρ), дистанцирајући се од Селеукидске династије. Од 139. до 138. године био је једини краљ Селеукидског краљевства. Димитријев брат Антиох VII Сидет подигао је побуну против Диодота. Он напада Сирију и свргава Диодота.
Диодот ће у историји Селеукидског краљевства остати упамћен као једини краљ који је управљао територијом целе државе, а да није припадао династији Селеукида. Други побуњеници, попут Молона и Тимарха, имали су претензије на селеукидски престо, али никада нису стекли контролу над читавом државом. Обојица су себе прогласили краљевима, али су убијени исте године када су се домогли престола. Трифон у том погледу представља изузетак. Владао је Селеукидском краљевином неколико година, од када је 144. године п. н. е. преузео власт.